# Archives départementales d'Indre-et-Loire
Les archives départementales d'Indre-et-Loire sont un service du conseil départemental d'Indre-et-Loire. 

## Historique
Le 20 avril 1790, une proclamation du roi ordonne la réunion de tous les papiers des administrations de l’Ancien Régime aux chefs-lieux des districts et des départements nouvellement créés. S'y ajoutent très vite les documents provenant des établissements ecclésiastiques nationalisés et des établissements supprimés (corporations, collèges…), conformément à la loi du 5 novembre 1790 sur la vente des biens nationaux. Plus tard, les papiers des nouvelles administrations (départements puis préfectures, districts, tribunaux…) viennent rejoindre cette masse documentaire.
En brumaire an 5 (octobre 1796), toutes ces archives sont réunies dans les locaux de l’ancienne Intendance. Un archiviste est nommé. C’est la naissance des Archives départementales. En 1800, les archives sont placées sous la responsabilité du préfet. 
En juillet 1818, elles sont transportées au rez-de-chaussée de l’aile occidentale de la « nouvelle préfecture » installée dans les locaux de l’ancien couvent de la Visitation depuis 1805.
En raison de l’exiguïté et de l’humidité de ces locaux, elles sont transférées en 1863 dans les salles du premier étage, occupées jusqu’alors par la bibliothèque municipale. 
En 1888, grâce à la persévérance de l’archiviste Charles Loizeau de Grandmaison, un bâtiment spécifique « de pierre et de fer » est construit entre la place et le jardin de la préfecture. Équipé de 2600 mètres de rayonnages, il est rapidement saturé et le premier étage de la préfecture est à nouveau réquisitionné pour héberger des archives. 
Durant la guerre 1939-1945, les archives sont dispersées dans tout le département pour les mettre à l’abri. En 1955, le conseil général d'Indre-et-Loire vote les crédits nécessaires à l’acquisition d’un terrain pour l’édification d’un nouveau bâtiment d’archives situé près du rempart gallo-romain à Tours. Construit par les architectes Chalumeau et Barthélémy, le nouveau dépôt de huit niveaux, conçu pour accueillir 15 kilomètres linéaires d'archives, est inauguré le 6 décembre 1958.
Dès les années 1970, les nouvelles exigences liées aux besoins de conservation et à l’augmentation de la masse d’archives produites à partir de la deuxième moitié du XXe siècle rendent ce bâtiment inadapté à sa fonction. Le 19 décembre 1984, le Conseil général décide de construire un centre consacré aux archives contemporaines et à l’histoire locale sur la commune de Chambray-lès-Tours, à la périphérie de Tours. Il est équipé de 23 kilomètres linéaires de rayonnages et une réserve foncière est constituée afin de permettre des agrandissements ultérieurs du bâtiment.
Celui de Tours reste le siège de la direction des Archives départementales et le lieu de conservation et de consultation de la majeure partie des fonds antérieurs à 1940. Il bénéficie de travaux de rénovation, de restructuration et de remise aux normes de juin 1996 à juillet 1997.
Ces deux bâtiments, reliés par une voie autoroutière, sont des sites de plein exercice disposant de toutes les fonctionnalités propres à un service d’archives : espaces de communication, de conservation et d’administration. Celui de Chambray-lès-Tours dispose, en outre, de locaux techniques (atelier de reliure et laboratoire photographique).

## Accès
Depuis le 1er janvier 2014, une salle de lecture unique accueille le public à Tours : elle est située au Centre des Archives historiques, 6 rue des Ursulines à Tours. Un système de réservation de documents à distance permet d'y consulter ceux conservés dans le bâtiment de Chambray-lès-Tours.

## Directeurs
- 1853-1894 : Charles de Grandmaison
- 1894-1906 : Louis de Grandmaison
- 2000-2011 : Luc Forlivesi
- Depuis 2011 : Lydiane Gueit-Montchal

## Pour approfondir